# 因賽澤嶺
71°40′S 163°41′E / 71.667°S 163.683°E
因賽澤嶺（英語：Incisor Ridge）是南極洲的山嶺，位於維多利亞地的彭內爾海岸，屬於鮑爾斯山脈的一部分，是莫勒山的西南部，全長14公里，由新西蘭南極名稱委員會命名。